# Vera Bulatova
Vera Andreevna Bulatova, geborene Vera Andreevna Levina, (russisch Вера Андреевна Булатова, урож. Левина Wera Andrejewna Bulatowa, geb. Lewina; * 17. Septemberjul. / 30. September 1915greg. in Moskau; † 11. Dezember 2014 in Taschkent) war eine sowjetisch-usbekische Architekturhistorikerin.

## Leben
Nach dem Schulbesuch studierte Wera Lewina 1931–1934 am Moskauer Technikum für Fachplanung und Geodäsie. Darauf arbeitete sie in der Moskauer Stadtbau-Projektierungsbehörde. Dort lernte sie den Architekten Mitchat Bulatow (1907–2004) kennen, den sie 1935 heiratete, obgleich ihre altgläubigen Eltern sich dieser Heirat mit einem muslimischen Tataren widersetzten.
1937 wechselte Bulatova mit ihrem Mann zur Usbekischen Generalplan-Projektierungsbehörde in Taschkent und arbeitete bei der Stadtplanung Samarkands mit.
Bulatova begann 1940 das Studium an der Taschkenter Zentralasiatischen Staatlichen Universität (SAGU) in der Historischen Fakultät, wo sie sich an dem von Michail Masson geleiteten Lehrstuhl für Archäologie Zentralasiens spezialisierte. Ihre Lehrer waren Nikolai Mallizki, Alexander Semjonow, Lew Oschanin, Galina Pugatschenkowa und Sergei Samjatnin. Auch hörte sie Vorlesungen der im Deutsch-Sowjetischen Krieg nach Taschkent evakuierten Wissenschaftler Jewgeni Kosminski, Boris Grekow, Alexander Jakubowski, Boris Wipper und Ilja Petruschewski.
Nach dem Abschluss des Studiums 1945 folgte die Aspirantur an der SAGU bei Galina Pugatschenkowa (1946–1949). Gleichzeitig arbeitete Bulatova ab 1946 in der von Michail Masson geleiteten Südturkmenischen Archäologischen Verbundexpedition (JuTAKE). Jeweils im Herbst reiste sie zu Prospektionsarbeiten nach Nisa, Anau, Abiward und ins Amudarja-Tal. In Nisa entdeckte sie ein Weinlagerr, in dem Ostraka mit parthischen Inschriften gefunden wurden. Zusammen mit Sergei Adrianowitsch Jerschow legte sie einen Eckturm von Alt-Nisa frei. Sie vermaß und zeichnete Wohnhäuser und Lehmziegel-Wehrtürme in Bagir und Umgebung bei Aşgabat. Mit dem Architekten Boris W. Dmitrowski untersuchte sie 1947 die spätere Wallburg Anau und 1948 zwei weitere Wallburgen bei Kaka etraby. Das katastrophale Erdbeben von Aşgabat 1948 traf sie in Nisa, worauf sie den Mitarbeitern des Instituts für Geschichte der Turkmenischen Akademie der Wissenschaften bei der Trümmerbeseitigung half. 1949 untersuchte sie mit Dmitrowski weiter turkmenische Siedlungen und Behausungen in Ahal welaýaty, Ateka, in der Provinz Mary und am Amudarja und sammelte Materialien für ihre Dissertation über die späten Siedlungen und Städte Südturkmenistans, die sie mit Erfolg für die Promotion zur Kandidatin der historischen Wissenschaften verteidigte.
Ab 1950 arbeitete Bulatova als wissenschaftliche Mitarbeiterin in Spezialrestaurierungswerkstätten bei der Architekturverwaltung des Kultusministeriums der Usbekischen Sozialistischen Sowjetrepublik. Sie untersuchte die Entstehungsgeschichte der mittelalterlichen Baudenkmäler in Chiwa, Buchara, Samarkand, Kesch, Termiz und Taschkent. Sie führte erste Grabungen am mittelalterlichen Torbogen in Ichan Qalʼа, am Mausoleum Said Ala ad-Din und am Mausoleum Uch Avliyo majmuasi in Chiwa durch und untersuchte Denkmäler in der Provinz Xorazm. Sie lieferte erste Informationen zur Baugeschichte der Ulugʻbek-Madrasa, der Mir-Arab-Madrasa, des Toqi Telpak Furushon und des Hodscha-Zaynuddin-Komplexes in Buchara. Sie führte Grabungen in der Nekropole Shohizinda, im Gur-Emir-Mausoleum, auf dem Registan und an der dortigen Ulugʻbek-Madrasa, Sher-Dor-Madrasa und Tilla-Kori-Madrasa in Samarkand durch. Auch untersuchte sie die Wohnkultur in der Umgebung des Mausoleums von Hodscha Ahmad Yasawi. In Taschkent untersuchte sie das Saineddin-Baba-Mausoleum, das Kaffal-Schaschi-Mausoleum, das Yunus-Chan-Mausoleum, die Barak-Chan-Medresse und die Koʻkaldosh-Madrasa.
Bulatova wurde 1957 wissenschaftliche Senior-Mitarbeiterin des Instituts für Geschichte und Archäologie der Usbekischen Akademie der Wissenschaften. Ihr Forschungsschwerpunkt war Quva mit seiner Umgebung im Ferghanatal.
Nach dem starken Erdbeben von Taschkent 1966 wurde im Hinblick auf den Wiederaufbau eine Archäologie-Gruppe unter der Leitung Bulatovas zur archäologischen Überwachung der Neubaumaßnahmen in Taschkent gebildet. 1975 ging Bulatova in den Ruhestand.